# Masayoshi Yamazaki
Pour les articles homonymes, voir Yamazaki.
 (février 2014).
Si vous disposez d'ouvrages ou d'articles de référence ou si vous connaissez des sites web de qualité traitant du thème abordé ici, merci de compléter l'article en donnant les références utiles à sa vérifiabilité et en les liant à la section « Notes et références ».
Masayoshi Yamazaki (山崎 まさよし, Yamazaki Masayoshi), né Masayoshi Yamazaki (山崎 将義) le 23 décembre 1971 à Kusatsu (Préfecture de Shiga), est un auteur-compositeur-interprète japonais.
Yamazaki joue principalement de la guitare s'orientant vers une musique blues, rock et pop. Il a également enregistré des ballades au piano. Outre la guitare, Masayoshi Yamazaki a joué de la batterie, du piano, des percussions, du saxophone et du glockenspiel sur certains albums. Il publie son second album en 1997, dans lequel figure le single One More Time, One More Chance. Cette chanson fut utilisée par le réalisateur Makoto Shinkai pour son film 5 centimètres par seconde.

## Filmographie

### Cinéma
- "Tsuki to kyabetsu" de Tetsuo Shinohara (1996)
- "Kuroi Ie" de Yoshimitsu Morita (1999)
- "Jam Films" (2002)
- "Jam Films S" (2005)
- "8-gatsu no kurismasu" de Shunichi Nagasaki (2005)
- "Kagefumi" de Tetsuo Shinohara (2019)

## Discographie

### Singles
- Tsukiakari ni Terasarete (1995)
- Chuka Ryori (1996)
- Serori (1996)
- One more time, One more chance (1997)
- Adrenaline (1997)
- Furimukanai (1997)
- Mizu no Nai Suisou (1998)
- Boku ha Koko ni Iru (1998)
- Passage (1999)
- Yawarakai Tsuki (2000)
- Ashita no Kaze (2000)
- Plastic Soul (2001)
- Shinpakusu (2002)
- Zenbu Kimi datta (2003)
- Mikansei (2003)
- Boku to Furyo to Koutei de (2003)
- Bokura ha Shizuka ni Kieteiku (2004)
- Biidama Bouenkyou (2004)
- Menuetto (2005)
- 8-gatsu no Christmas (2005)
- Angel-A (2006)
- One More Time, One More Chance (5 Centimeters Per Second Special Edition) (2007)
- Mayonaka no Boon Boon (2008)
- Shinkaigyo (2008)
- Heart of Winter (2008)
- Haru mo Arashi mo (2009)
- HOBO Walking (2010)
- Hanabi (2010)
- Taiyo no Yakusoku (2012)
- Aphrodite (2012)
- Hoshizora Guitar (2012)
- Altair no Namida (2013)

### Albums studio
- Allergy no tokkoyaku (Specific for allergy) (1996)
- HOME (1997)
- domino (1998)
- SHEEP (2000)
- transition (2001)
- Atelier (2003)
- ADDRESS (2006)
- IN MY HOUSE (2009)
- HOBO'S MUSIC (2010)
- FLOWERS (2013)

### EP
- Stereo (1996)
- Stereo 2 (1997)

### Live albums
- One Knight Stands (2000)
- Transit Time (2002)
- With Strings (collaborated with Takayuki Hattori and Rush Strings, 2006)
- Concert at SUNTORY HALL (2011)

### Albums de reprises
- COVER ALL YO! (2007)
- COVER ALL HO! (2007)

### Compilations
- Blue Period (A-Side single collecttion, 2005)
- Out of the Blue (B-Side single collection, 2005)
- The Road to YAMAZAKI ~ the BEST for beginners ~ (2013)

### Live DVD
- DOMINO ROUND (1999)
- ONE KNIGHT STANDS on films (2000)